# Haplochromis degeni
Haplochromis degeni är en fiskart som först beskrevs av Boulenger, 1906.  Haplochromis degeni ingår i släktet Haplochromis och familjen Cichlidae. IUCN kategoriserar arten globalt som livskraftig. Inga underarter finns listade i Catalogue of Life.